# Doake Ice Rumples
Die Doake Ice Rumples sind ein Gebiet massiver Eishöcker inmitten des antarktischen Filchner-Ronne-Schelfeises. Sie erstrecken sich über eine Länge von 90 km in nordwest-südöstlicher Richtung und einer Flächenausdehnung von 1.172 km² zwischen dem Korff Ice Rise und dem Henry Ice Rise.
Eine vom US-amerikanischen Geologen und Seismologen Edward C. Thiel geleitete Mannschaft durchquerte dieses Gebiet von der Ellsworth-Station kommend im Rahmen des Internationalen Geophysikalischen Jahres (1957–1958). Positionsbestimmungen erfolgten anhand von Landsataufnahmen aus dem Jahr 1974 und radioglaziologischer Vermessungen durch den British Antarctic Survey (BAS) im Jahr 1981. Das UK Antarctic Place-Names Committee benannte das Gebiet am 13. November 1985 nach Christopher Samuel McClure Doake (* 1944), leitender Glaziologe des BAS im Jahr 1973, der entscheidende Beiträge zur Morphologie und Dynamik des Filchner-Ronne-Schelfeises lieferte.